# Bầu cử
Bầu cử (chữ Nôm: 保舉, từ "bầu" là âm Nôm đọc trại của chữ "bảo, 保" có cùng nghĩa) là một quá trình đưa ra quyết định của người dân để chọn ra một cá nhân nắm giữ các chức vụ thuộc chính quyền. Đây là cơ chế thông thường mà các nền dân chủ hiện dùng để phân bổ chức vụ trong bộ máy lập pháp, thỉnh thoảng ở bộ máy hành pháp, tư pháp, và ở chính quyền địa phương. Bầu cử là một trong những chế định quan trọng trong ngành Luật Hiến pháp, là cơ sở pháp lý cho việc hình thành ra các cơ quan đại diện cho quyền lực của Nhà nước.

## Thuật ngữ
Trong Luật Hiến pháp thuật ngữ "bầu cử" được hiểu là thủ tục thành lập cơ quan nhà nước hay chức danh nhà nước, thủ tục này được thực hiện bởi sự biểu quyết của cử tri (đại cử tri, đại diện cử tri) với điều kiện để bầu một đại biểu (chức danh) phải có từ hai ứng cử viên trở lên. Định nghĩa trên cho phép phân biệt bầu cử với phương pháp khác thành lập cơ quan nhà nước như bổ nhiệm.
Ngoài những cuộc bầu cử mang tính chất chính trị (thành lập cơ quan nhà nước), bầu cử còn được sử dụng trong tổ chức và hoạt động của một số tổ chức xã hội, chính trị, ví dụ trong tổ chức công đoàn của một số nước, ban lãnh đạo công đoàn được thành lập bằng con đường bầu cử.
Khác với cuộc bầu cử được sử dụng trong tổ chức và hoạt động của các tổ chức xã hội, cuộc bầu cử thành lập cơ quan nhà nước hay một chức danh nhà nước được điều chỉnh bởi Hiến pháp và pháp luật do nhà nước ban hành. Thông thường Nghị viện, cơ quan đại diện của chính quyền địa phương được thành lập bằng con đường bầu cử. Ở một số nước, các cơ quan nhà nước khác như Tổng thống, Chính phủ, Tòa án cũng được thành lập thông qua bầu cử.
Bầu cử cũng thường được thấy sử dụng rộng rãi các tổ chức thương mại và tư nhân, từ các câu lạc bộ cho đến các hội từ thiện và các tập đoàn. Tuy nhiên, như Montesquieu chỉ ra trong Quyển II, Chương 2 của cuốn De l'esprit des lois (Tinh thần Pháp luật) của ông rằng trong việc bầu cử ở thể chế cộng hòa hay dân chủ, cử tri có khi là những người cầm quyền của quốc gia có khi lại là người dân của nhà nước đó bằng việc bỏ phiếu. Nó cho phép người dân có quyền rất lớn để hành động như những "chủ nhân" chọn những "công bộc" chính quyền cho chính họ. Đặc điểm đặc biệt của các nền dân chủ và cộng hòa là sự nhận thức rằng chỉ có quyền hợp pháp cho nhà nước "của dân, do dân và vì dân" là phải có sự đồng thuận của người dân hay những người bị trị (consent of the governed).
Việc chấp nhận rộng rãi về bầu cử như là một công cụ để chọn ra các đại diện của nhân dân trong các nền dân chủ hiện đại tương phản với thực tiễn trong thời nguyên mẫu dân chủ Athena, nơi bầu cử được xem là cơ quan của chính thể đầu sỏ và ở đó hầu hết các chức vụ nhà nước được phân bổ theo kiểu bắt thăm, cũng như chỉ định.
Cải cách bầu cử mô tả quá trình đưa ra các hệ thống bầu cử công bằng mà nó chưa đạt được, hay cải thiện tính công bằng hay hiệu quả của các hệ thống đang tồn tại. Khoa nghiên cứu bầu cử (psephology) là khoa nghiên cứu kết quả và các thống kê có liên quan tới các cuộc bầu cử (đặc biệt với quan điểm tiên đoán kết quả trong tương lai).
Cần phân biệt giữa bầu cử với chế độ bầu cử, theo đó, chế định bầu cử là một tổng thể gồm các nguyên tắc, các quy định của pháp luật về bầu cử cùng tất cả các quan hệ được hình thành trong tất cả các quá trình tiến hành bầu cử từ lúc công dân ghi tên trong danh sách bầu cử đến lúc các lá phiếu được bỏ vào thùng phiếu và xác định kết quả bầu cử. Đó là tổng thể các quan hệ xã hội hợp thành trình tự bầu cử.
Bên cạnh đó cũng cần phân biệt bầu cử với thuật ngữ quyền bầu cử, theo đó, quyền bầu cử được hiểu là khả năng của công dân được nhà nước bảo đảm tham gia vào bầu cử thành lập các cơ quan nhà nước ở Trung ương và cơ quan chính quyền địa phương. Quyền bầu cử là tổng thể những quy định cụ thể cho công dân.

## Các nguyên tắc bầu cử
Các nguyên tắc bầu cử là các nguyên tắc được áp dụng cho quyền bầu cử chủ thể (quyền bầu cử chủ động và quyền bầu cử bị động). Nguyên tắc bầu cử là điều kiện được quy định bởi pháp luật bầu cử của mỗi nước, mà việc thực hiện và tuân thủ quy định đó trong quá trình bầu cử quyết định tính hợp pháp của cuộc bầu cử.
Các nước trên thế giới áp dụng các nguyên tắc bầu cử sau: phổ thông, bình đẳng, trực tiếp (gián tiếp) và bỏ phiếu kín.

### Nguyên tắc phổ thông đầu phiếu
Hiến pháp mọi nước đều tuyên bố nguyên tắc phổ thông là một trong những nguyên tắc cơ bản của chế độ bầu cử.
Nguyên tắc phổ thông đầu phiếu trong bầu cử có nội dung bảo đảm để mọi công dân không phân biệt dân tộc, nam, nữ, thành phần xã hội, tín ngưỡng, tôn giáo, trình độ văn hoá, nghề nghiệp, thời hạn cư trú, đến tuổi trưởng thành đều được trao quyền bầu cử trừ những người mất trí hay những người bị tước quyền bầu cử trên cơ sở của pháp luật.
Yêu cầu của nguyên tắc này là Nhà nước phải bảo đảm để cuộc bầu cử thực sự trở thành một cuộc sinh hoạt chính trị rộng lớn, tạo điều kiện thuận lợi để công dân thực hiện quyền bầu cử của mình, bảo đảm tính dân chủ, công khai và sự tham gia rộng rãi của các tầng lớp nhân dân trong bầu cử.
Ví dụ: Luật Bầu cử đại biểu Quốc hội và Đại biểu Hội đồng nhân dân ở Việt Nam quy định: 
- Ngày bầu cử phải là ngày chủ nhật, được Ủy ban thường vụ Quốc hội ấn định và công bố chậm nhất là một trăm mười lăm ngày trước ngày bầu cử;
- Các tổ chức phụ trách bầu cử được thành lập công khai, có sự tham gia của đại diện các cơ quan nhà nước, tổ chức xã hội và đoàn thể nhân dân;
- Thời gian bỏ phiếu được quy định thống nhất trong cả nước từ 7 giờ sáng đến 7 giờ tối (trừ những trường hợp đặc biệt theo quy định của Luật bầu cử đại biểu Quốc hội);
- Mọi công dân cư trú thường xuyên hoặc tạm trú đều được ghi tên vào danh sách cử tri;
- Danh sách cử tri được niêm yết công khai chậm nhất là bốn mươi ngày trước ngày bầu cử;
- Danh sách những người ứng cử cũng được lập và niêm yết công khai chậm nhất là ba mươi ngày trước ngày bầu cử để cử tri tìm hiểu và lựa chọn;
- Phải có quá nửa số cử tri ghi tên trong danh sách của đơn vị bầu cử đi bỏ phiếu thì cuộc bầu cử mới có giá trị; việc kiểm phiếu phải được tiến hành công khai có sự chứng kiến của đại diện cử tri, đại diện người ứng cử và đại diện các cơ quan thông tin báo chí.

### Nguyên tắc bình đẳng
Bình đẳng trong bầu cử là nguyên tắc nhằm bảo đảm để mọi công dân đều có cơ hội ngang nhau tham gia bầu cử, nghiêm cấm mọi sự phân biệt dưới bất cứ hình thức nào.
Nội dung của nguyên tắc bình đẳng là mỗi cử tri có một phiếu bầu đối với một cuộc bầu cử và giá trị phiếu bầu như nhau không phụ thuộc vào giới tính, địa vị xã hội, sắc tộc và tôn giáo.
Nguyên tắc này được thể hiện trong các quy định của pháp luật về quyền bầu cử và ứng cử của công dân.
Nội dung:
- Mỗi cử tri chỉ được ghi tên vào danh sách cử tri ở một nơi cư trú;
- Mỗi người chỉ được ghi tên ứng cử ở một đơn vị bầu cử;
- Mỗi cử tri chỉ được bỏ một phiếu bầu.

Nguyên tắc bình đẳng còn đòi hỏi phải có sự phân bổ hợp lý cơ cấu, thành phần, số lượng đại biểu để bảo đảm tiếng nói đại diện của các vùng, miền, địa phương, các tầng lớp xã hội, các dân tộc thiểu số và phụ nữ phải có tỷ lệ đại biểu thích đáng.
Ví dụ: Ở Bangladesh trong số 330 ghế đại biểu Quốc hội có 30 ghế dành cho nữ giới do Quốc hội trực tiếp bầu. Ở Bhutan, trong số 150 ghế đại biểu Quốc hội có 10 ghế dành cho đại diện của Nhà thờ. Ở Pháp, 32 trong số 577 ghế đại biểu Quốc hội (Hạ Nghị Viện) dành cho lãnh thổ hải ngoại, các liên vùng địa phương và các vùng hải ngoại.

### Nguyên tắc bầu cử trực tiếp
Bầu cử trực tiếp có nghĩa là công dân trực tiếp thể hiện ý chí của mình qua lá phiếu, công dân trực tiếp bầu ra đại biểu của mình chứ không qua một cấp đại diện cử tri nào.
Nguyên tắc bầu cử trực tiếp đòi hỏi cử tri không được nhờ người bầu hộ, bầu thay hoặc bầu bằng cách gửi thư. Cử tri tự bỏ lá phiếu bầu vào hòm phiếu. Trường hợp cử tri không thể tự viết được phiếu bầu thì nhờ người khác viết hộ, nhưng phải tự mình bỏ phiếu; người viết hộ phải bảo đảm bí mật phiếu bầu của cử tri; nếu cử tri vì tàn tật không tự bỏ phiếu được thì nhờ người khác bỏ phiếu vào hòm phiếu.
Trường hợp cử tri ốm đau, già yếu, tàn tật không thể đến phòng bỏ phiếu được thì Tổ bầu cử mang hòm phiếu phụ và phiếu bầu đến chỗ ở của cử tri để cử tri nhận phiếu bầu và bầu.
Trái với nguyên tắc bầu cử trực tiếp là nguyên tắc bầu cử gián tiếp. Theo nguyên tắc này, cử tri không trực tiếp bầu ra người đại diện cho mình mà bầu ra thành viên của Tuyển cử đoàn, sau đó Tuyển cử đoàn mới bầu ra cơ quan đại diện hay chức danh nhà nước. Bầu cử gián tiếp có thể qua hai cấp như bầu tổng thống Mỹ (cử tri bầu ra Đại cử tri đoàn), Thượng nghị viện Pháp, hoặc bầu ra ba cấp như bầu Quốc hội Trung Quốc (Đại hội đại biểu nhân dân toàn Trung Quốc).

### Nguyên tắc bỏ phiếu kín

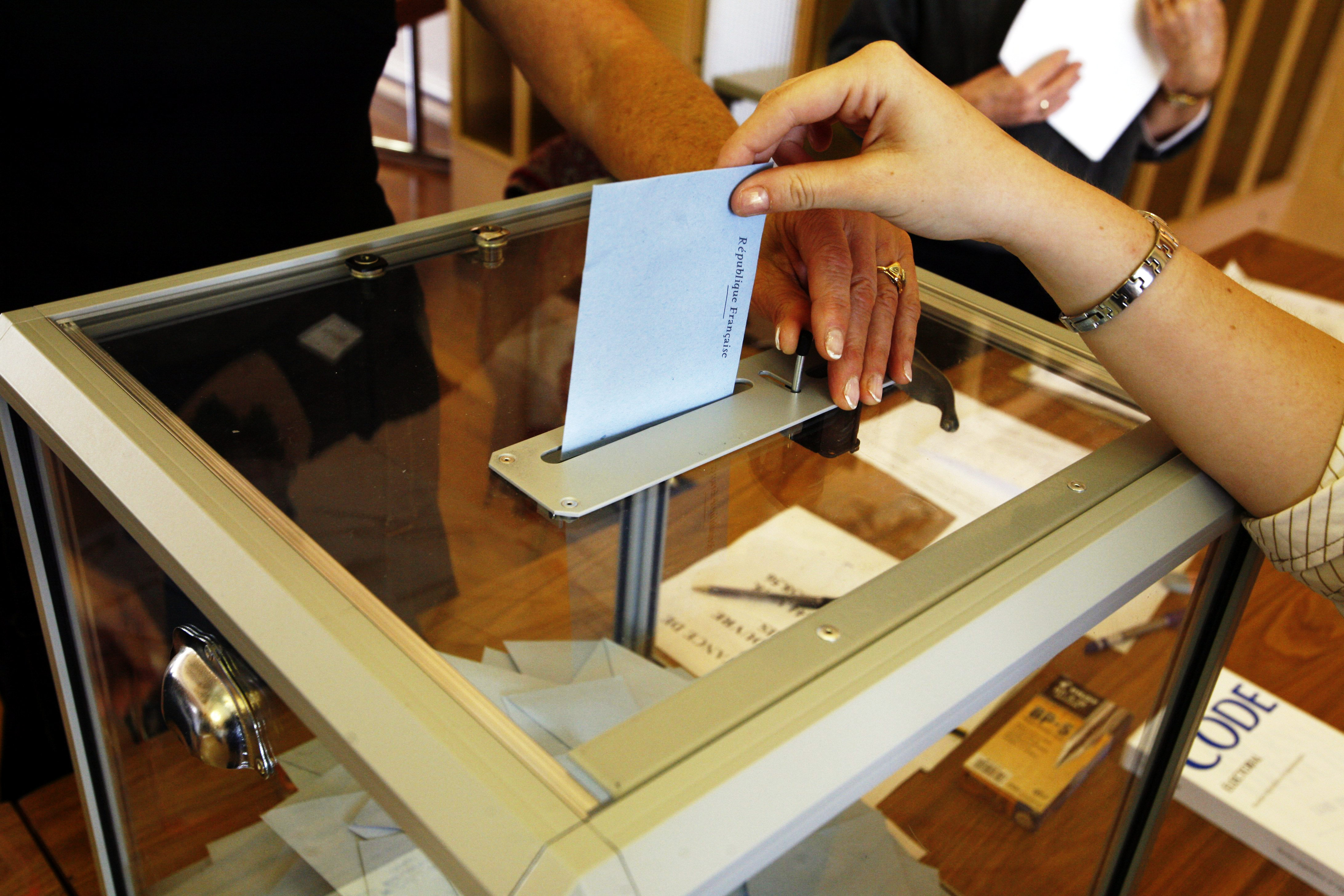
Thùng phiếu

Nguyên tắc bỏ phiếu kín thể hiện ở việc loại trừ sự theo dõi và kiểm soát từ bên ngoài sự thể hiện ý chí (sự bỏ phiếu) của cử tri nhưng mặt khác lại dễ bị thao túng kết quả do sự thiếu minh bạch.
Mục đích của nguyên tắc này là nhằm đảm bảo tự do đầy đủ sự thể hiện ý chí của cử tri.
Để bảo đảm khách quan trong việc lựa chọn của cử tri, các nước thường quy định việc bỏ phiếu kín. Ví dụ: Luật bầu cử đại biểu Quốc hội Việt Nam quy định việc bầu cử đại biểu Quốc hội được tiến hành bằng cách bỏ phiếu kín.
Theo nguyên tắc này, cử tri bầu ai, không bầu ai đều được bảo đảm bí mật. Khi cử tri viết phiếu bầu không ai được đến gần, kể cả cán bộ, nhân viên các tổ chức phụ trách bầu cử; không ai được biết và can thiệp vào việc viết phiếu bầu của cử tri. Cử tri viết phiếu bầu trong buồng kín và bỏ phiếu vào hòm phiếu.
Ở Pháp nguyên tắc bỏ phiếu kín được pháp luật bầu cử quy định từ năm 1789 nhưng mãi cho đến năm 1817 mới được áp dụng trong thực tế bầu cử. Nước Anh áp dụng nguyên tắc bỏ phiếu kín cho các cuộc bầu cử từ năm 1872.
Bốn nguyên tắc nói trên là một chỉnh thể, thiếu sót ở nguyên tắc nào cũng ảnh hưởng đến nguyên tắc khác. Để buộc các chủ thể phải tuân thủ các nguyên tắc nói trên, nhà nước pháp luật hóa các nột dung của chúng thành các quy phạm pháp luật. Có nguyên tắc được quy định rõ trong một quy định, có nguyên tắc được thể hiện bằng nhiều quy phạm pháp luật khác nhau.
Theo chiều hướng của sự phát triển xã hội ngày càng mở rộng dân chủ thì các hình thức biểu hiện của các nguyên tắc càng đa dạng, càng phong phú, càng góp phần đảm bảo tính chất dân chủ của các cuộc bầu cử.

### Các loại bầu cử

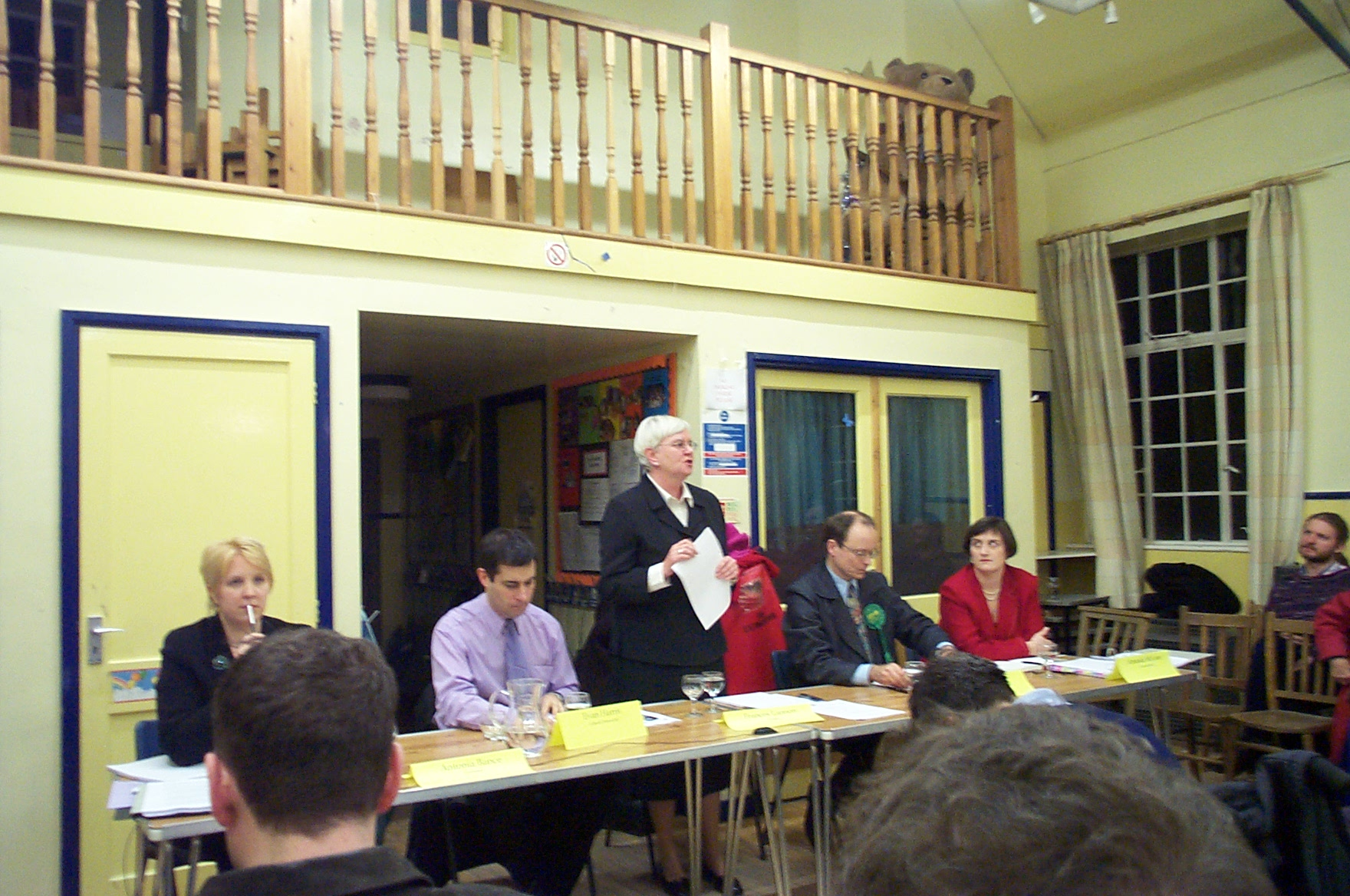
Một cuộc họp trước bầu cử

Ở nhiều hệ thống chính trị dân chủ, có nhiều loại hình bầu cử khác nhau, ứng với các tầng lớp khác nhau của việc cai quản quần chúng nhân dân và khu vực địa lý. Sau đây là một số loại hình bầu cử thường thấy:
- Bầu cử tổng thống hay chủ tịch
- Tổng tuyển cử
- Bầu cử chỉ định ứng viên
- Bầu cử phụ (By-election)
- Bẩu cử địa phương
- Bầu cử cộng tác